# Die Verschwörung der Idioten
Die Verschwörung der Idioten, englischer Originaltitel A Confederacy of Dunces, deutsch auch als Ignaz oder Die Verschwörung der Idioten erschienen, ist ein 1963 geschriebener  Schelmenroman des damals 26-jährigen Amerikaners John Kennedy Toole, der erst 1980, elf Jahre nach dem Suizid des Autors, im „Louisiana State University Press“-Verlag erscheinen konnte und 1981 den Pulitzer-Preis/Roman erhielt. Der Titel ist ein ironisches Zitat aus Jonathan Swifts Essay Thoughts on Various Subjects, Moral and Diverting aus dem frühen 18. Jahrhundert, nämlich: „When a true genius appears in the world, you may know him by this sign, that the dunces are all in confederacy against him.“ (Wenn ein wahres Genie in der Welt erscheint, können Sie es daran erkennen, dass alle Dummköpfe sich gegen ihn verschworen haben.)

## Inhalt
Der fette, faule, egozentrische 30-jährige Ignatius J. Reilly (von Walker Percy, der die posthume Veröffentlichung ermöglichte, im Vorwort als „verrückten Oliver Hardy, fetten Don Quijote, perversen Thomas von Aquin vereint in einer Person“ beschrieben) lebt in New Orleans bei seiner verwitweten Mutter Irene, die er mit seiner aufgeblasenen Selbstinszenierung und Tiraden gegen alles und jeden terrorisiert. Dabei stopft er sich vor der Glotze ewig über das Programm nörgelnd mit Süßigkeiten voll und sinniert trotz abgeschlossenen Studiums hauptsächlich über seine Verdauungsprobleme (v. a. seinen Pylorus).
Nach einem Autounfall der Mutter muss der lebensuntüchtige Ignaz zu seinem Leidwesen arbeiten, zuerst in der heruntergekommenen Hosenfabrik „Hosen-Levy“, wo er Namensschilder bastelt, als unerschütterlicher Anarchist erst mal die Firmenkorrespondenz wegschmeißt und die mehrheitlich schwarzen Fabrikarbeiter zur Revolte anstachelt. Nach seiner Entlassung verdingt er sich als Hotdogverkäufer bei einem fahrbaren Wurststand, wo er selbst sein bester Kunde wird und über seine aberwitzigen politischen Ambitionen sinniert. Dabei trifft er auf Charaktere, die fast genau so eigenartig sind wie er, beispielsweise die politische New Yorkerin Myrna Minkoff, die besseren Sex für alle durchsetzen will. 
Die Struktur des Buchs orientiert sich an Ignaz Lieblingswerk Der Trost der Philosophie des christlichen Märtyrers Boethius.

## Weiteres
Zu seinen Lebzeiten gab es für die böse Satire durchaus Interesse, aber Toole war von den ständigen Änderungswünschen des Verlegers Simon & Schuster schwer genervt, so dass es letztlich nichts wurde. Seiner Mutter gelang es, mit dem Romancier Walker Percy schließlich einen einflussreichen Fürsprecher zu gewinnen, so dass die Story 17 Jahre nach ihrer Entstehung veröffentlicht wurde. 2011 kam eine gefeierte Neuübersetzung aus der Feder von Alex Capus auf den Markt. Bis heute platzten verschiedene Versuche einer Verfilmung.
Steven Soderbergh äußerte sich zu dem Projekt einer Verfilmung, dass er glaube, ein Fluch liege über dem Roman.
Im Spielfilm Sideways erwähnt einer der Hauptdarsteller den Roman gegenüber einem gescheiterten Schriftsteller.

## Ausgaben
- A Confederacy of Dunces. Vorwort Walker Percy. Baton Rouge : Louisiana State University Press 1980 ISBN 0-8021-3020-8.
- A Confederacy of Dunces. London : Penguin Classics, 2006, ISBN 0-14-102346-5
  - Ignaz oder Die Verschwörung der Idioten. (Übersetzung Peter Marginter). Stuttgart : Klett-Cotta, 1982, ISBN 3-12-907991-2; Taschenbuch: dtv, München 1988, ISBN 3-423-10841-X
  - Die Verschwörung der Idioten. Übersetzung Alex Capus. Stuttgart : Klett-Cotta, 2013 ISBN 978-3-423-21434-6

## Sekundärliteratur
- William Bedford Clark: All Toole's Children: A Reading of A Confederacy of Dunces. In: Essays in Literature 14:2, 1987, S. 269–80.
- Joel L. Fletcher: Ken and Thelma: The Story of A Confederacy of Dunces. Pelican, Gretna LA 2005, ISBN 1589802969.
- Michael Kline: Narrating the Grotesque: The rhetoric of Humor in John Kennedy Toole's A Confederacy of Dunces. In: Southern Quarterly 37:3/4, 1999, S. 283–91.
- H. Vernon Leighton: The Dialectic of American Humanism: John Kennedy Toole's A Confederacy of Dunces, Marsilio Ficino, and Paul Oskar. In: Renascence 64:2, 2012, S. 201–216.
- Richard Keller Simon: Toole and Walker Percy: Fiction and Repetition in A Confederacy of Dunces. In: Texas Studies in Literature and Language 36:1, 1994, S. 99–116.